# Monte Albán
Monte Albán was de hoofdstad van de cultuur van de Zapoteken. Het ligt in de staat Oaxaca circa 9 km van Oaxaca in Mexico.
De stad werd in ongeveer 600 voor Christus voor het eerst bewoond, maar begon na 500 v.Chr. echt te groeien. Op haar hoogtepunt, 500-750 na Chr. was het een stad van naar schatting zo'n 30.000 inwoners.
Monte Albán is de naam die de Spanjaarden gaven aan de geïsoleerde, steile berg waarop de stad stond. Hoe hij origineel heette is niet bekend, maar uit gliefen bij opgegraven gebouwen is afgeleid dat de stad waarschijnlijk Danipaguache, "Heilige Berg", heette. De Azteken noemden Monte Albán Ocelotepec, "Heuvel van de Jaguar".
De stad is waarschijnlijk gevormd door drie hoofdmanschappen, die ieder hun eigen vestiging hadden in dat gebied. Monte Albán ligt precies in het midden van die drie plaatsen en was er duidelijk op gericht de drie hoofdmanschappen onder één politiek bestuurssysteem te brengen.
Monte Albán is in de jaren dat de bevolking groeide steeds groter geworden. De stad groeide rond de centrale pleinen en bestuurlijke centra. Het grote centrale plein was het centrum voor de stad. Ook dat plein groeide, net als de bebouwing er rondomheen. Het gevolg was dat het plein steeds dichter ombouwd was, en dat het ook steeds afgeslotener was van de rest van de stad.
Het aantal inwoners bleef groeien, plaats voor huizen in het centrale deel was er niet meer. Gewoon aan de grenzen van de stad verder bouwen kon niet, daarvoor waren de hellingen van de berg te steil. Huizen werden op terrassen gebouwd, van die terrassen zijn er al meer dan 2000 opgegraven.
Monte Albán ligt vlak bij de stad Oaxaca de Juárez en staat samen met het centrum van die stad op de werelderfgoedlijst van de UNESCO.
Agavelandschap en oude industriële faciliteiten van Tequila · Hydraulisch systeem van het aquaduct van Padre Tembleque · Oude Mayastad en beschermde tropische regenwouden van Calakmul, Campeche · Historische versterkte stad Campeche · Precolumbiaanse stad Chichén Itzá · Centrale Universiteitsstadscampus van de Nationale Autonome Universiteit van Mexico · Biosfeerreservaat El Pinacate y Gran Desierto de Altar · El Camino Real de Tierra Adentro · Precolumbiaanse stad El Tajín · Franciscaanse missieposten in de Sierra Gorda van Queretaro  · Historische stad Guanajuato en aangrenzende mijnen · Hospicio Cabañas, Guadalajara · Eilanden en beschermde gebieden in de Golf van Californië · Luis Barragánhuis en -studio · Historisch Centrum van Mexico-Stad en Xochimilco · Vroeg-16e-eeuwse kloosters op de hellingen van de Popocatépetl · Historisch centrum van Morelia · Historisch centrum van Oaxaca en Monte Albán · Precolumbiaanse stad en nationaal park Palenque · Archeologische zone van Paquimé, Casas Grandes · Historisch centrum van Puebla · Historische monumentenzone van Querétaro · Revillagigedo-archipel · Biosfeerreservaat van de monarchvlinder · Rotstekeningen van de Sierra de San Francisco · Beschermde stad San Miguel en het Heiligdom van Jesús de Nazareno de Atotonilco · Sian Ka'an · Precolumbiaanse stad Teotihuacan · Historische monumentenzone van Tlacotalpan · Precolumbiaanse stad Uxmal · Walvisreservaat van El Vizcaíno · Archeologische monumentenzone van Xochicalco · Historisch centrum van Zacatecas · Tehuacán-Cuicatlánvallei: oorspronkelijke habitat van Mesoamerika
- Bibliothèque nationale de France: cb11963898k (data)
- Gemeinsame Normdatei: 4140118-9
- Nationale Bibliotheek van Tsjechië: ge130067
- Nationale Bibliotheek van Israël: 987007543535105171
- Virtual International Authority File: 233740833